# 圭亚那 (地区)
圭亚那（西班牙語：Las Guayanas）是南美洲北部、西北部的一个地区，并被划分为了数个主权国家和区域。前哥伦布时期，圭亚那地区的主要居民为加勒比人和阿拉瓦克人，在17世纪后此地区逐渐被欧洲国家瓜分为殖民地，形成了如今的格局。
这一地区因圭亚那地盾造成的地形阻隔远离了多个南美洲国家（接壤国家为委内瑞拉、哥伦比亚和巴西），其人文文化、風俗民情、政治經濟等方面上不同于亚马遜盆地以南諸国，與加勒比地区相近。

## 圭亞那地區
- ，原为英属圭亚那，1961年独立。
- 苏里南 ，1814年前称荷属圭亚那，1954年成为荷兰王国海外自治省，1975年时独立。
- ，法国的一个海外省和海外大区。

以下区域也被认为属于圭亚那地区：
- 原西属圭亚那：包括 委內瑞拉的圭亚那地区（包括亚马逊州和玻利瓦尔州）和埃塞奎博圭亚那。委、圭两国以尚伯克线为界。
- 巴西阿马帕州，原为葡属圭亚那。